# Velo
Con velo si intende una stoffa sottile o rada che, pur coprendo e nascondendo, lascia intravedere ciò che sta sotto. La parola deriva dal latino velum, con lo stesso significato.

## Storia del velo femminile

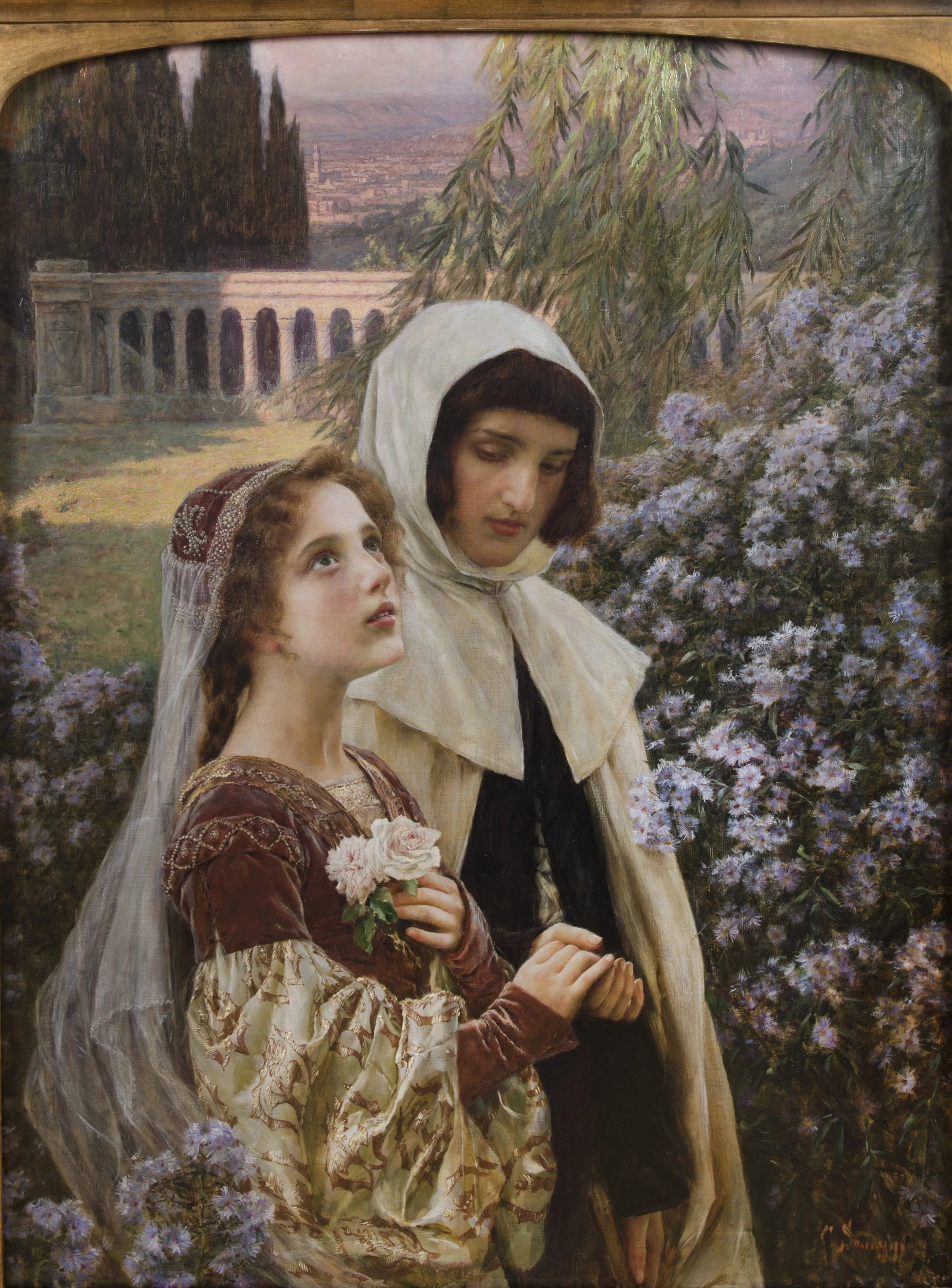
Cesare Saccaggi - "Incipit Vita Nova" in cui sono magistralmente riprodotti l'acconciatura ed il velo trasparente di Beatrice.

Una delle prime tracce dell'uso femminile del velo è attestata in un documento legale assiro del XIII secolo a.C. all'interno del quale l'uso del velo è permesso esclusivamente a donne nobili ed è proibito a prostitute e donne comuni.
L'uso del velo è menzionato anche nell'Antico Testamento: nel Libro della Genesi, datato a prima del 1500 a.C., laddove Tamara, venuta a sapere che il suo promesso sposo Giacobbe si trovava davanti a lei, si coprì; nel Cantico dei Cantici, dove la sposa di Salomone viene lodata perché «le sue gote sono come melograne nascosti dietro un velo». dal minuto 2:44 al 3:15.

Anche documenti antichi Greci e testimonianze scultoree mostrano come il velo sia considerato un modo per proteggere le donne e rendere visibile il loro status sociale.
Fino al 1175, le donne anglosassoni e anglo-normanne, con l'eccezione delle giovani nubili, indossavano veli che coprivano interamente i capelli e spesso anche collo e mento. Solo a partire dai Tudor (1485) il velo diventa meno comune e l'uso di cappucci si fa più frequente.
Oggigiorno, nel mondo occidentale l'uso del velo è limitato quasi solamente a suore e monache cattoliche, tanto che in italiano l'espressione prendere il velo significa entrare in un ordine o congregazione femminile.
In altri contesti, comunque, sono gli uomini a velarsi: in Mauritania, per esempio, è diffusa l'abitudine maschile di coprirsi il capo con la tagelmust.

## Usi del termine

### Il velo come indumento
Il velo è indumento prevalentemente femminile, usato tuttora - nella sua versione più trasparente - come ornamento e arma di seduzione, e - in quella più coprente - come accessorio per nascondersi dallo sguardo altrui. Attualmente il termine è spesso associato al velo islamico o hijab.

#### Nell'arte
Lasciando trasparire senza rivelare, il velo ha un grande legame con la sessualità ed è molto usato nell'iconografia erotica.
L'iconografia del velo è antichissima e diffusissima, dal velo di Māyā ai misteri eleusini, dal velo della Madonna, ai veli di Salomè, al burka, alla danza dei sette veli e così via.
La velatura ha acquisito un forte ruolo metaforico soprattutto nel periodo e nell'ambito simbolista, dalle poesia alle altre arti. Più di recente, Marcel Duchamp con il ready-made ha svelato il valore di oggetti comuni nell'arte, conferendoli nuovi significati. In modo inverso, il lavoro di Christo ha velato oggetti ed edifici per renderli nuovamente visibili.

## Galleria d'immagini

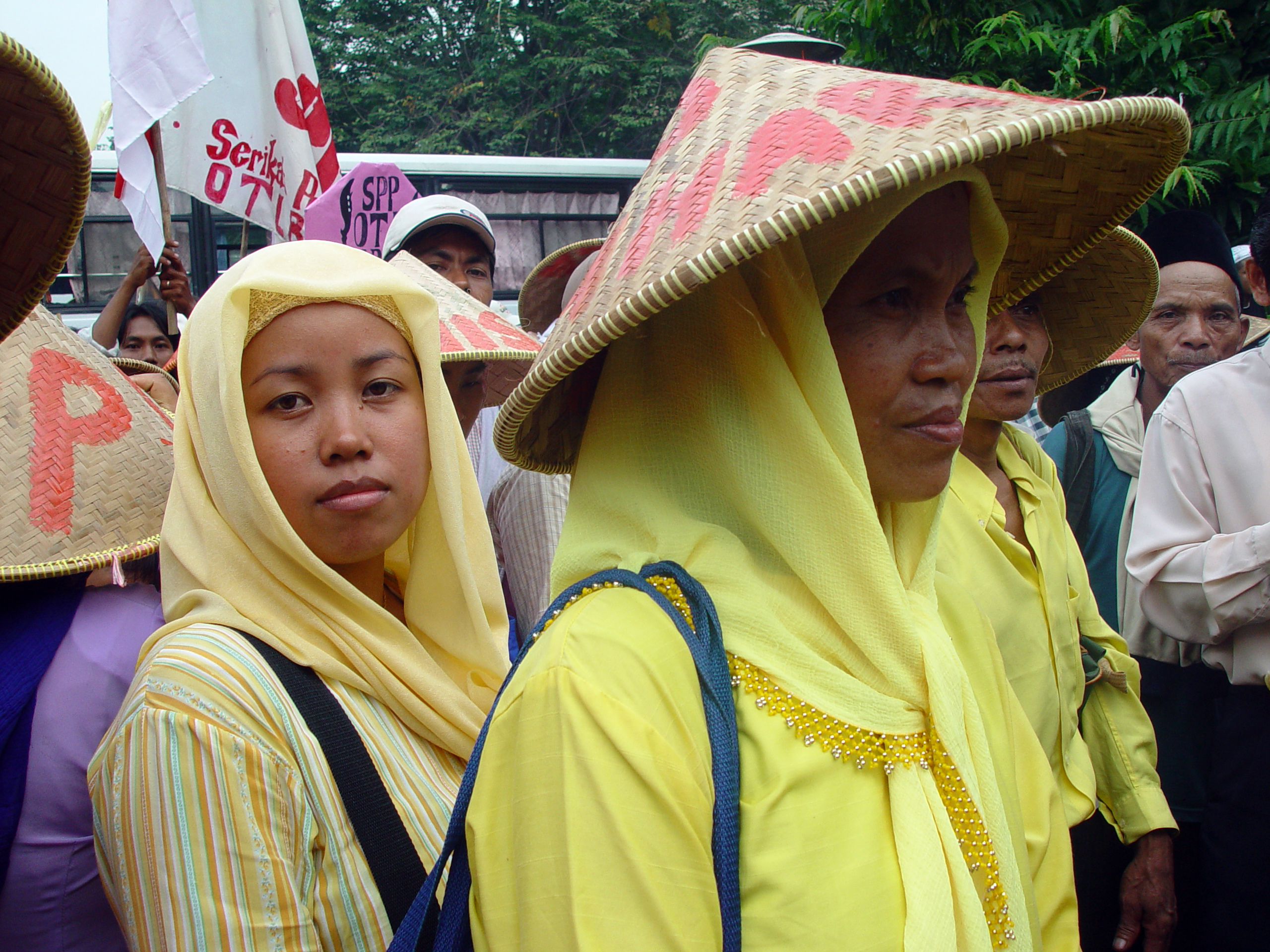
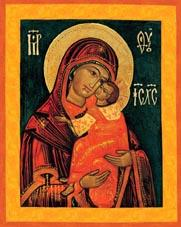
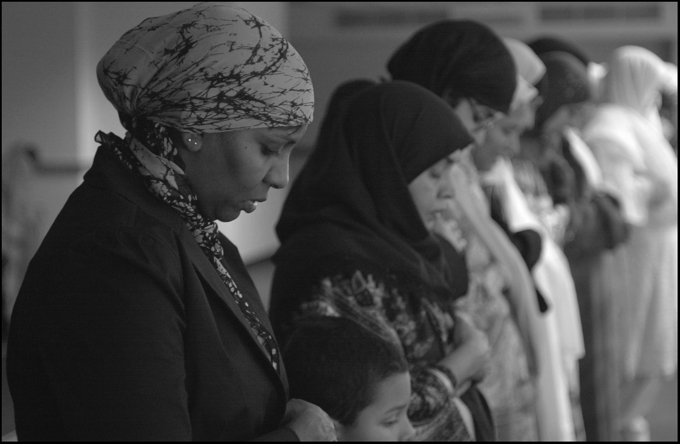
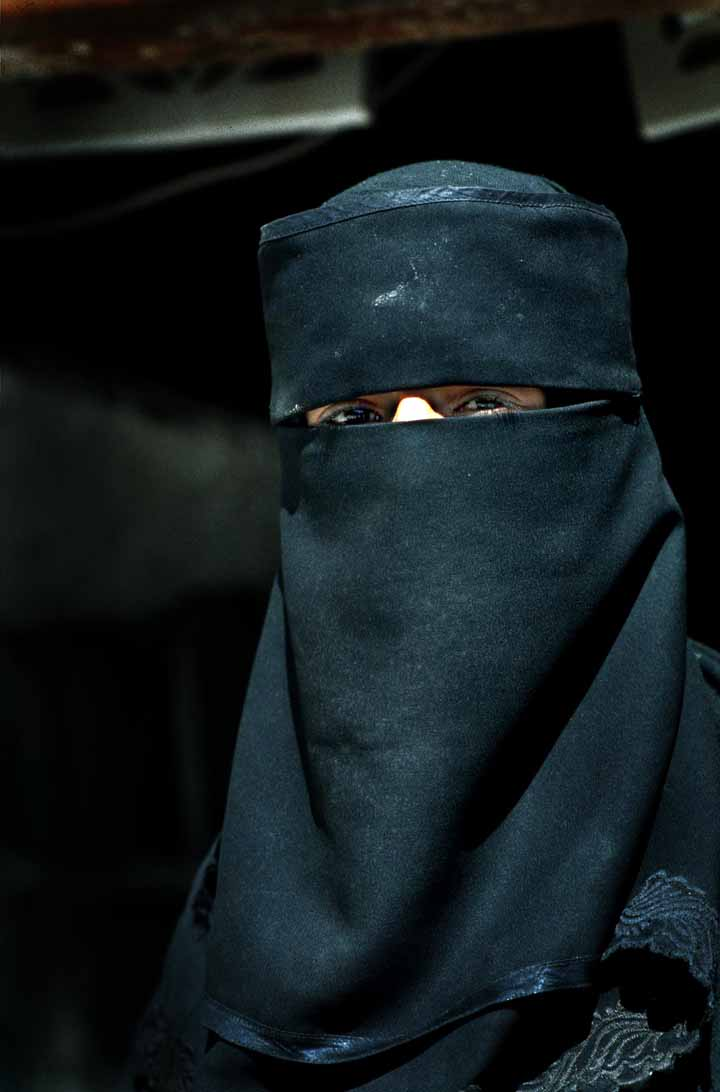
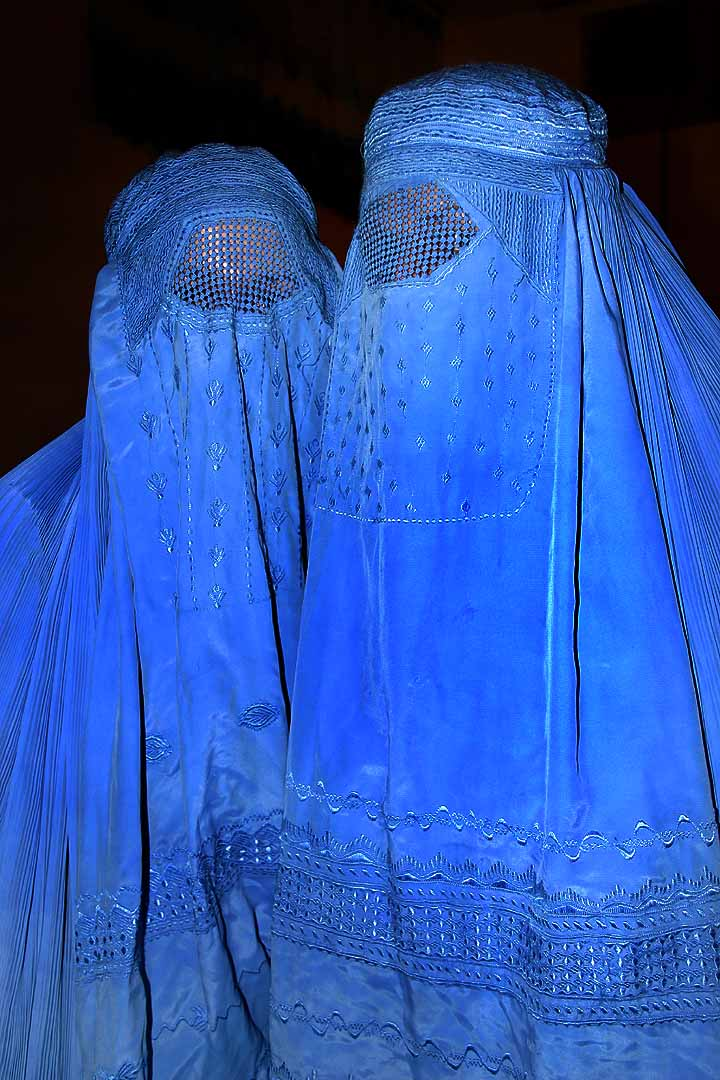
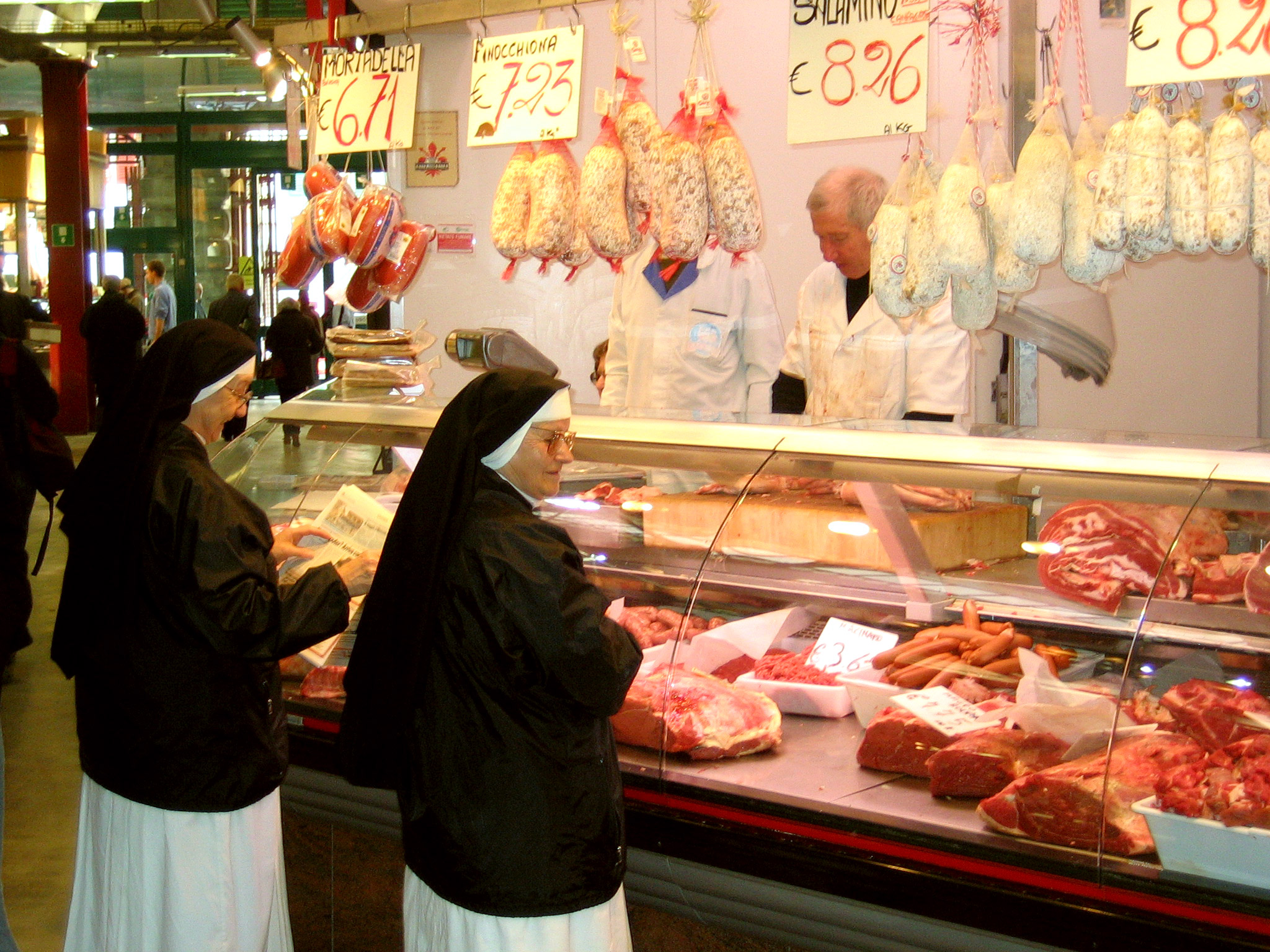
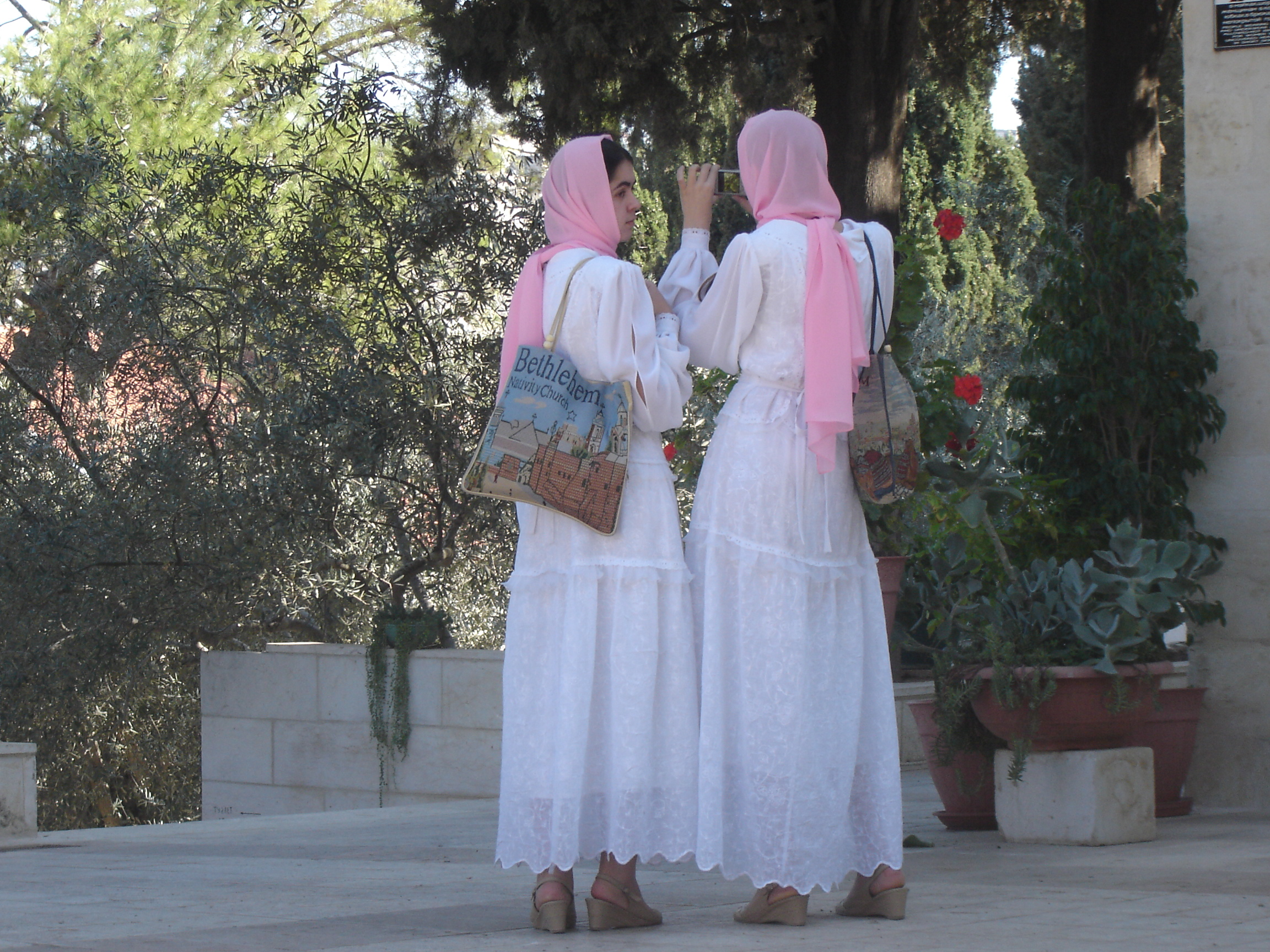
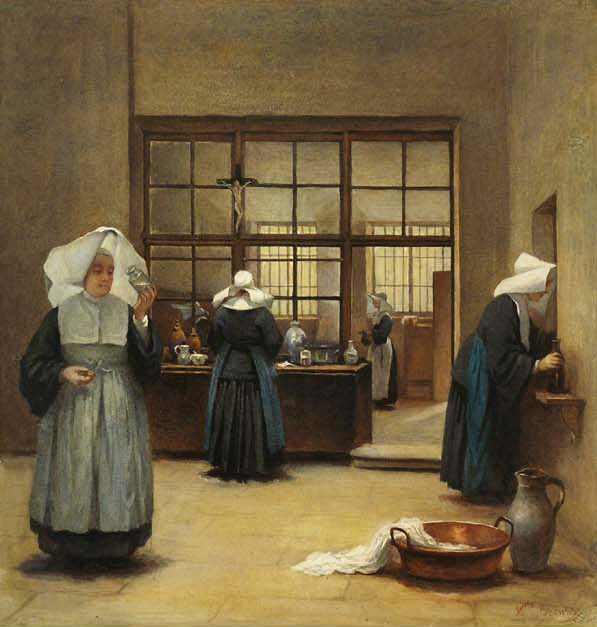
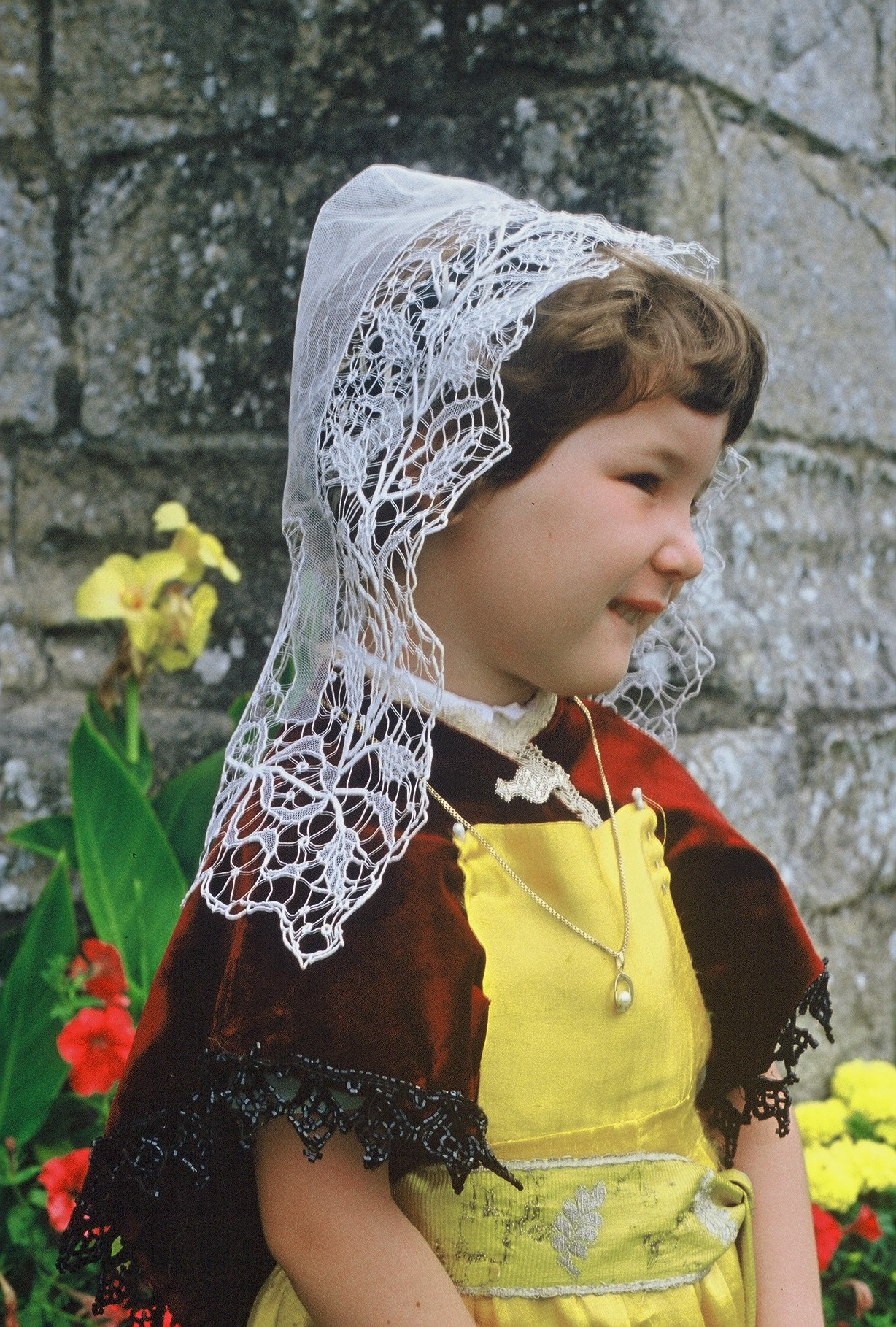
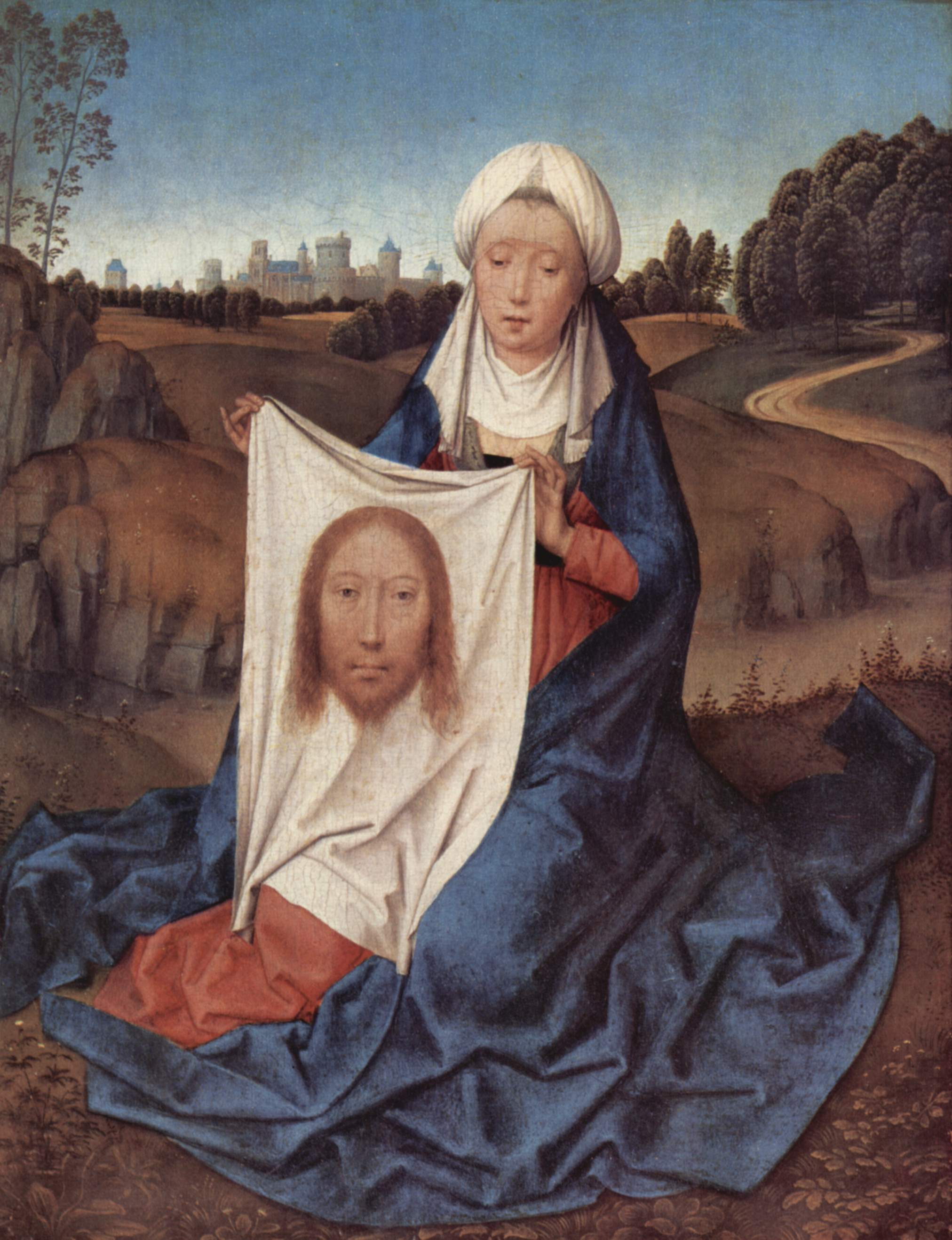
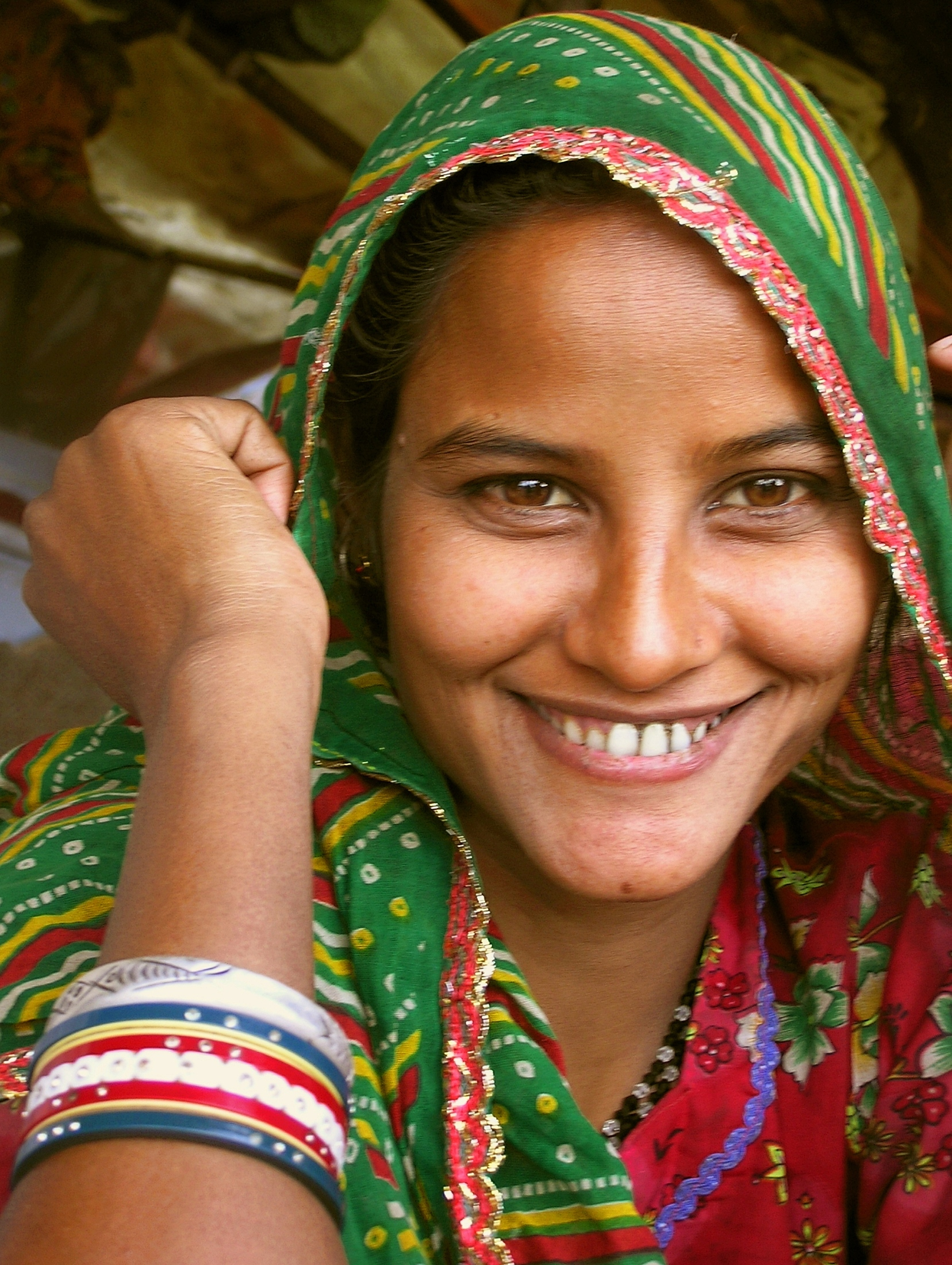
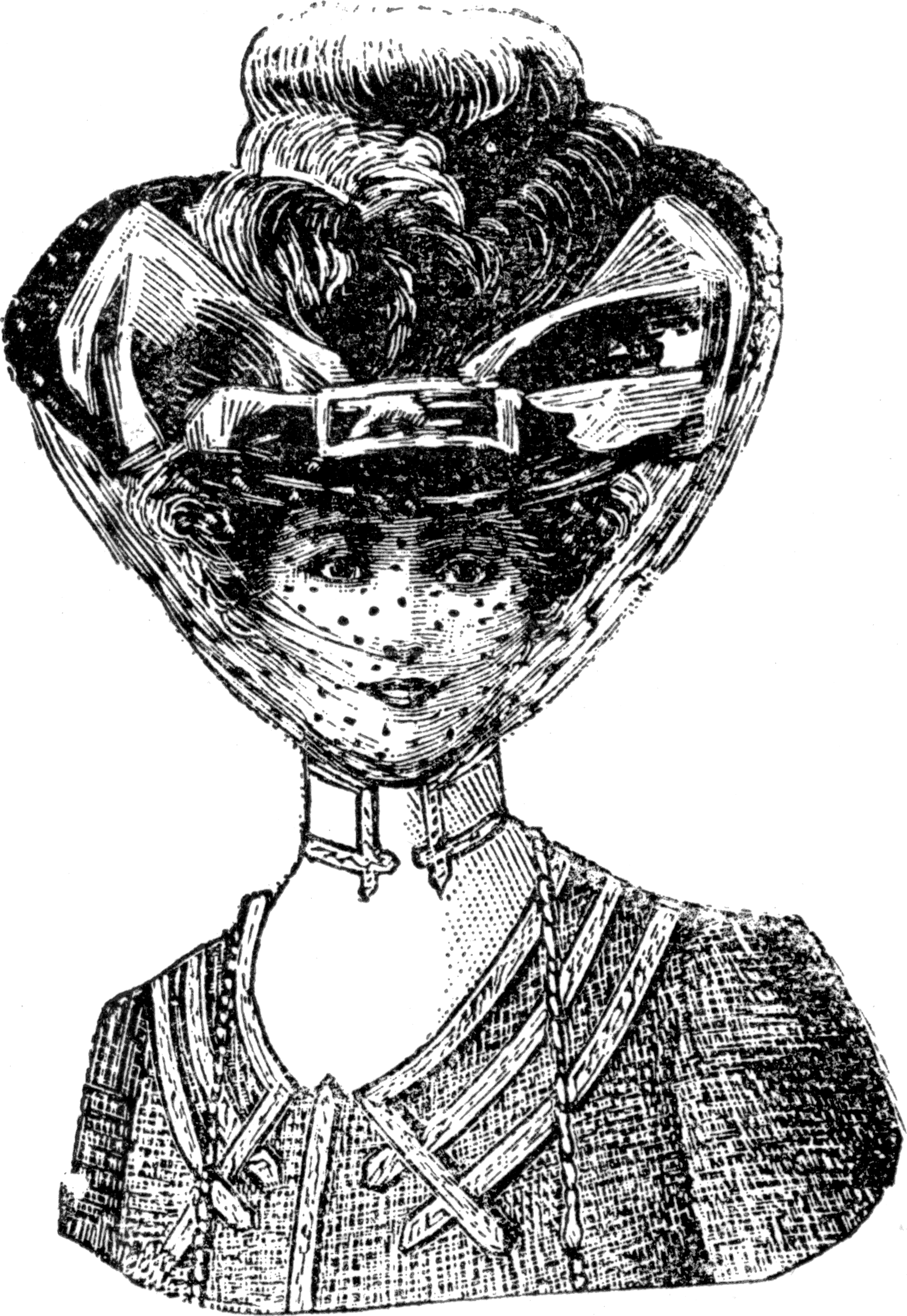